# Dromen (K3-album)
Dromen is het achttiende studioalbum van K3 en het vijfde album van groepsleden Marthe De Pillecyn, Klaasje Meijer en Hanne Verbruggen. Het album kwam uit op 15 november 2019.
Vier nummers werden al eerder in 2019 als single uitgebracht: "Land van de Regenboog" (16 maart), "Heyah Mama 2.0" (21 maart), "Jij bent mijn Gigi" (5 juni) en de titeltrack "Altijd blijven dromen" (25 september). Van drie van deze vier liedjes zijn tevens videoclips verschenen, alleen van "Heyah Mama 2.0" niet.
Het album met twaalf nummers geschreven door Miguel Wiels, Alain Vande Putte en Peter Gillis werd verkocht met een bonus-dvd van de "20 jaar K3-show".
Voor de promotie van het album reden de groepsleden op 14 november 2019 in Vlaanderen met een dubbeldekker naar drie Vlaamse scholen, in Schoten, Sint-Niklaas en Meise, voor drie mini-optredens en meet and greets. Voor de verschijningsdatum waren er al 30.000 exemplaren verkocht.
In Nederland stelden de groepsleden het album op 15 november 2019 in de vooravond voor tijdens de Weekend Wietze show van Wietze de Jager en Klaas van der Eerden op Radio 538 en was het album goud op de eerste verkoopdag.
Dromen werd zowel fysiek als digitaal vanaf dezelfde dag verkocht. Digitaal werd het album beschikbaar gemaakt via de streamingplatformen Spotify, Apple Music en Deezer.

## Tracklist
| Nr. | Titel                  | Duur |
| --- | ---------------------- | ---- |
| 1.  | Altijd blijven dromen  | 3:15 |
| 2.  | Jij bent mooi          | 3:18 |
| 3.  | Jij bent mijn Gigi     | 3:38 |
| 4.  | Land van de Regenboog  | 3:48 |
| 5.  | Ra-ta-ta-ta            | 3:23 |
| 6.  | Tika Tika              | 3:06 |
| 7.  | Feestje in de keuken   | 3:11 |
| 8.  | Ciao amore mio         | 3:27 |
| 9.  | Mijn held              | 3:28 |
| 10. | Dit is jouw verjaardag | 3:11 |
| 11. | Zo een liedje          | 4:33 |
| 12. | Heyah Mama 2.0         | 3:17 |